# Hila (Romang)

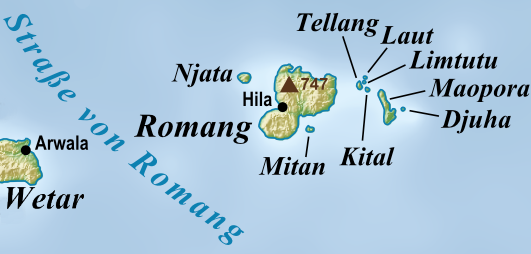
Hila auf Romang

Hila ist ein Ort auf der indonesischen Insel Romang. Der Ort liegt an der zur Straße von Romang, in einer Bucht, an der Westküste der Insel.
Hila bildet ein Desa mit 1.262 Einwohnern (2010). Wie die gesamte Insel gehört Hila zum Kecamatan (Subdistrikt) Pulau-Pulau Terselatan, Kabupaten (Regierungsbezirk) Südwestmolukken (Maluku Barat Daya), Provinz Maluku.